# Janez Marič
Janez Marič, född 10 augusti 1975 i Ribno, är en slovensk skidskytt. Marič har representerat Slovenien vid de olympiska vinterspelen 2002, 2006 och 2010.